# Shao Kahn
L'imperatore Shao Kahn è un personaggio della serie di videogiochi Mortal Kombat. È uno dei quattro antagonisti principali della serie (insieme a Shang Tsung, Shinnok e Quan Chi).

## Storia

### Prima linea temporale
Shao Kahn era capo consigliere al servizio del Dragon King Onaga, l'imperatore dell'Outworld, che creò il più grande impero mai realizzato; ma, prima che il sogno d'immortalità di Onaga potesse essere realizzato, Shao Kahn lo avvelenò e ne prese il posto nell'Outworld; poi si appropriò di altri regni, conquistandoli militarmente o sfidandone i campioni a Mortal Kombat.
Shao Kahn organizzò un torneo Mortal Kombat contro i campioni di Edenia, e lui ed i suoi guerrieri ne uscirono vincitori, sottomettendo così Edenia; l'imperatore, allora, uccise Re Jerrod, poi prese in moglie Sindel; Kitana divenne perciò figliastra di Shao Kahn. Sindel, per il dolore causato dalla morte del marito, si uccise; ma Shao Kahn ne mantenne l'anima nell'Outworld, impedendone la transizione nell'aldilà.
Molti anni dopo, Shao Kahn sceglie la Terra come nuovo obiettivo; per impadronirsene, deve vincere, grazie a Shang Tsung, Goro e Reptile, 10 tornei Mortal Kombat consecutivi. Mentre Shang Tsung assisteva ai combattimenti, Goro travolgeva i guerrieri della Terra, battendo addirittura il grande Kung Lao e vincendo il torneo per 9 volte di fila. Ma al decimo torneo, Liu Kang, scelto dalla scuola Shaolin, batte Goro e poi Shang Tsung; lo stregone, allora, chiede all'imperatore di risparmiargli la vita e di organizzare un altro torneo; Shao Kahn acconsente e ridà la giovinezza allo stregone. Con la cattura di Kano e di Sonya Blade, e la rabbia di Liu Kang a causa dell'assassinio dei suoi compagni per mano dell'armata Tarkata, l'imperatore spera che i guerrieri terrestri possano cadere in trappola; ma anche in questo frangente Liu Kang trionfa, nonostante la potenza di Kahn.
Ma Shang Tsung ha un piano: resuscitare la regina Sindel; il piano riesce e, di conseguenza, la Terra pare essere sottomessa al Regno Esterno: infatti Shao Kahn, incapace di accettare le precedenti sconfitte, invade la Terra, e le anime degli abitanti della Terra (a eccezione dei guerrieri scelti per prendere parte al terzo Mortal Kombat) cadono preda dello stregone; inoltre, l'imperatore manda le sue truppe sterminatrici a uccidere i guerrieri terrestri. Tuttavia esse riescono a uccidere solo Johnny Cage; rimangono quindi, come guerrieri prescelti, Liu Kang, Kung Lao, Kitana, Jade, Raiden, Sonya, Jax, Nightwolf, Stryker e Kabal. Ma Raiden non può intervenire a causa dei poteri di Kahn, che hanno completamente imbrigliato i suoi. Nella battaglia finale, Kung Lao cerca di sconfiggere il malvagio sovrano, ma è lui a essere sconfitto e quasi ucciso. Fortunatamente Liu Kang riesce a sconfiggere Kahn e a riportare alla normalità il nostro pianeta; ma anche Edenia ritrova la libertà dopo la sconfitta di Shao Kahn, con Kitana e Jade che, sconfitta Sheeva, recuperano Sindel alla causa del bene. Kahn fa ritirare le sue truppe nel Regno Esterno; molti generali, però, lo abbandonano.
In Mortal Kombat Deadly Alliance, l'Alleanza Mortale formata da Shang Tsung e Quan Chi si volge contro Shao Kahn, che apparentemente viene ucciso dai due stregoni, che in seguito uccidono anche Liu Kang; ma quello che Quan Chi e Tsung avevano ucciso non era altro che un clone, mentre il Kahn reale, con i suoi pochi poteri rimasti, restituisce piena potenza a Goro, che torna così a schierarsi al fianco dell'imperatore.
Dopo la sconfitta di Onaga, Shao Kahn ritorna sovrano dell'Outworld; stringe poi un'alleanza con Quan Chi, Shang Tsung e Onaga per distruggere Blaze e riottenere i suoi poteri divini. Nel suo finale in Mortal Kombat: Armageddon, Kahn sconfigge Blaze e riacquista i propri poteri divini; quindi, con le proprie armate, fa piazza pulita degli altri guerrieri, riuscendo a conquistare tutti gli altri reami; ciò lo porta alla pazzia, perché ormai non gli resta più nulla da conquistare.
In Mortal Kombat vs DC Universe, i cui fatti (non canonici) si svolgono dopo Mortal Kombat 3, Shao Kahn cade in depressione per la sconfitta patita per mano di Liu Kang; Quan Chi cerca di confortarlo, ma Raiden getta Kahn nel portale e prende Quan Chi per consegnarlo agli Dei Anziani. Questo fatto è però contemporaneo agli avvenimenti dell'universo DC, in cui Superman sconfigge Darkseid e lo scaglia nel portale, per poi catturare Lex Luthor. A causa di ciò, Shao Kahn e Darkseid si fondono in un unico essere, Dark Kahn. Ma Superman e Raiden uniscono le loro forze e battono Dark Kahn, che si scinde nei due esseri originari: Kahn viene esiliato nella Zona Fantasma, anche se riuscirà a liberarsi, mentre Darkseid viene confinato nel Regno Occulto.

### Seconda linea temporale
In Mortal Kombat (2011) (che riprende il suo finale di Mortal Kombat: Armageddon), Shao Kahn sconfigge Raiden il quale, prima di morire, riesce a inviare un messaggio al suo duale del passato; tale messaggio, contenente anche i ricordi del dio per permettere all'altro Raiden di conoscere in anticipo gli avvenimenti e poterli così cambiare, recita: 
La storia riprende dagli eventi del primo capitolo: Liu Kang vince il Mortal Kombat e Shang Tsung, per salvarsi la vita, consiglia a Shao Kahn di indire un nuovo torneo nel Regno Esterno; Kung Lao però, sconfiggendo prima i due stregoni Quan Chi e Shang Tsung e poi il guerriero Shokan Kintaro, riesce a trionfare, salvando la Terra. Shao Kahn, furioso, lo uccide sotto gli occhi di Raiden e Liu Kang; questi, cieco di rabbia, si avventa contro l'imperatore, uccidendolo e vendicando il suo amico. I guerrieri della Terra fanno quindi il loro ritorno a casa.
In realtà Kang ha semplicemente ridotto Shao Kahn in fin di vita; questi, grazie ai poteri di Quan Chi, si riprende velocemente, desideroso di uccidere Shang Tsung il quale, per salvarsi ancora una volta, propone di far resuscitare Sindel, in modo che sia possibile aprire i cancelli dimensionali della Terra e permetterne la fusione con l'Outworld; Kahn accetta la proposta di Tsung, ma solo per ucciderlo poco dopo; l'anima dello stregone viene convogliata in Sindel per ringiovanirla e renderla più forte.
L'invasione della Terra attuata dalle armate di Khan è devastante, e gli Dei Anziani non possono intervenire: l'attacco alla Terra infatti è concesso, purché non siano uniti i regni; ma l'imperatore è così assetato di potere da credere di poter annettere il pianeta senza che i "vermi sdentati" (così li descrive all'inizio del gioco) possano o tentino di fermarlo. Raiden finalmente capisce che il messaggio Deve vincere si riferiva proprio a Shao Kahn; interrompe pertanto ogni forma di resistenza contro di lui, confermandogli la resa della Terra. Conquistando la Terra, Shao Kahn ha infranto le regole; Raiden viene dunque salvato e rinvigorito dagli Dei Anziani, i quali poi uccidono definitivamente Shao Kahn; di lui resta solo la maschera, che viene raccolta da Quan Chi.
Nel corso di Mortal Kombat X, il suo trono viene occupato prima da Mileena e poi da Kotal Khan, suo ex-generale.
Uno Shao Khan del passato ricompare in Mortal Kombat 11, proveniente dai tempi del secondo torneo. Viene portato nel presente da Kronika, che gli svela il suo destino e gli promette che, se si alleerà con lei, tornerà a comandare il suo impero e non ci sarà più Raiden a contrastarlo. Cattura così Kotal Khan e cerca di giustiziarlo nell'arena per reclamare il suo trono, ma viene affrontato e sconfitto da Kitana, alla quale Kotal cederà il trono del Regno Esterno.
In seguito, nella linea temporale alterata da Shang Tsung, Fujin e Nightwolf, Shao Khan viene liberato e curato dalle ferite dalla rediviva Sindel, in combutta con Shang Tsung. Con la fedeltà degli shokan, Shao Khan e Sindel sbaragliano i guerrieri della Terra e del Regno Esterno, per permettere allo stregone di ottenere la corona di Kronika, che permetterà loro di piegare il tempo al proprio volere. In seguito Shao Khan e Sindel vengono traditi da Shang Tsung che ruba le loro anime.

### Terza linea temporale
Nella nuova linea temporale di Mortal Kombat 1, Lord Liu Kang declassa Shao a generale e seguace dell'imperatrice Sindel. Nonostante questo cambiamento Shao mantiene le sue ostilità verso i terrestri, confermate dopo la sua sconfitta nel duello con il giovane shaolin Raiden. A causa di Shang Tsung, Shao torna a percorrere la via del male, decidendo di complottare contro l'imperatrice, ottenendo addirittura l'amuleto di Shinnok (che non dovrebbe esistere), ma verrà sconfitto da Sindel.

## Apparizioni
- Mortal Kombat II
- Mortal Kombat 3
- Ultimate Mortal Kombat 3
- Mortal Kombat Trilogy
- Mortal Kombat: Deadly Alliance (cameo)
- Mortal Kombat: Deception
- Mortal Kombat: Unchained
- Mortal Kombat: Shaolin Monks
- Mortal Kombat Armageddon
- Mortal Kombat vs DC Universe
- Mortal Kombat (2011)
- Mortal Kombat 11
- Mortal Kombat 1 alias Generale Shao